# K.u.k. Husaren

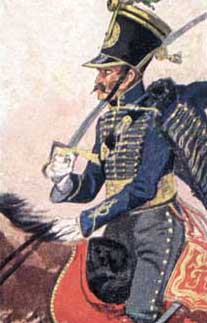
Huzar z Husaren-Rgt. 1

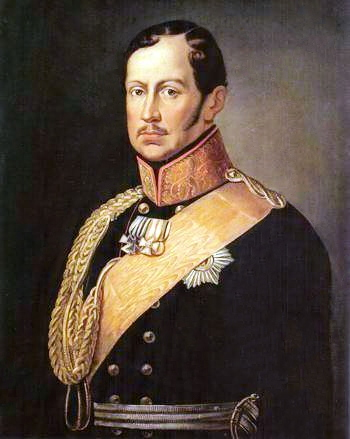
Szef (Oberstinhaber) Husaren-Rgt. 10 król Prus Fryderyk Wilhelm III

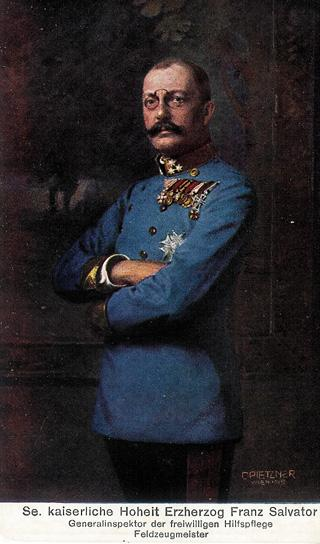
Szef (Oberstinhaber) Husaren-Rgt. 15 gen. arcyks. Franz Salvator K.H.

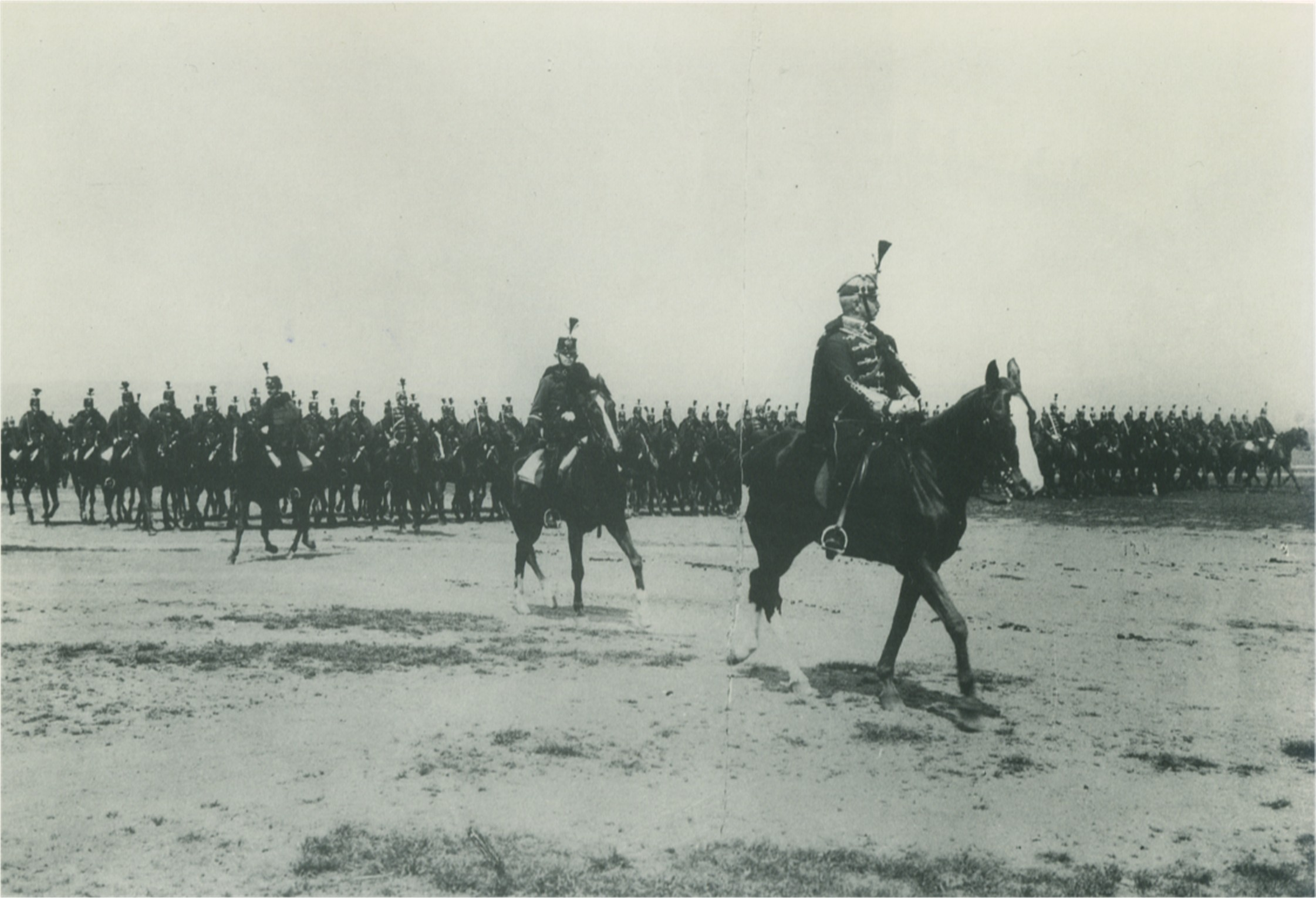

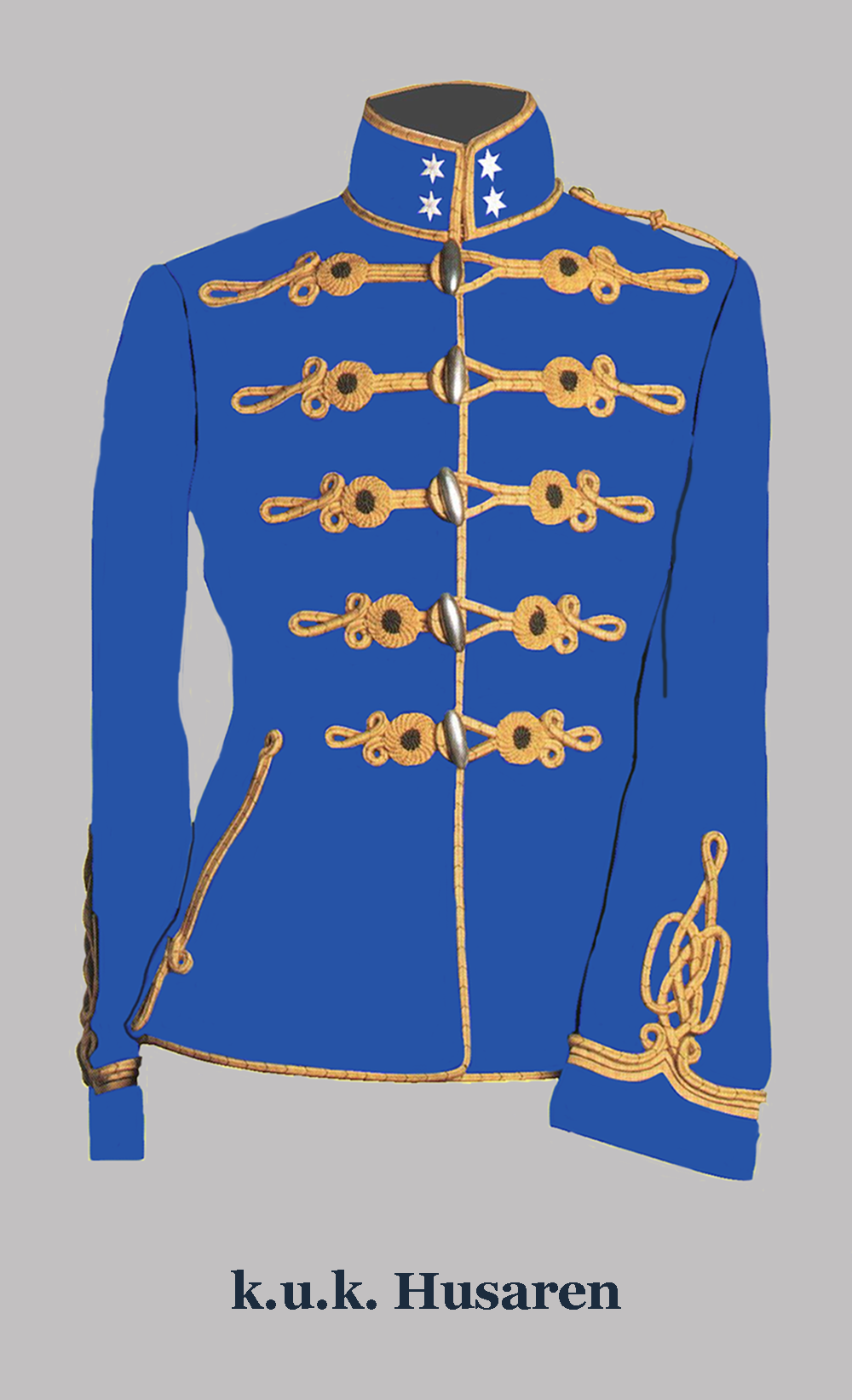

K.u.k. Husaren (Huzarzy cesarscy i królewscy; w królewsko-węgierskiej Landwehrze: k.u. Husaren – Huzarzy królewsko-węgierscy) – byli obok dragonów (k.u.k. Dragoner) i ułanów (k.u.k. Ulanen) jednym z rodzajów kawalerii cesarskiej i królewskiej armii (k.u.k. Armee) i królewsko-węgierskiej Landwehry (Königlich Ungarische Landwehr) w latach 1867–1918.

## Organizacja
Cesarska i królewska armia liczyła 16 pułków huzarów, natomiast królewsko-węgierska Landwehra – ponad 10 pułków huzarów. Większość huzarów tradycyjnie rekrutowała się z Królestwa Węgier.
Pułki huzarów – z nielicznymi wyjątkami – stacjonowały właśnie w Królestwie Węgier.

## Huzarzy cesarscy i królewscy w 1914
- Husaren-Regiment „Kaiser” Nr. 1

- Husaren-Regiment „Friedrich Leopold von Preußen” Nr. 2

- Husaren-Regiment „Graf von Hadik” Nr. 3

- Husaren-Regiment „Arthur Herzog von Connaught und Strathearn” Nr. 4

- Husaren-Regiment „Graf Radetzky” Nr. 5

- Husaren-Regiment „Wilhelm II. König von Württemberg” Nr. 6

- Jazigier und Kumanier Husaren-Regiment „Wilhelm II. Deutscher Kaiser und König von Preußen” Nr. 7

- Husaren-Regiment „von Tersztyánszky” Nr. 8

- Husaren-Regiment „Graf Nádasdy” Nr. 9

- Husaren-Regiment „Friedrich Wilhelm III. König von Preußen” Nr. 10

- Husaren-Regiment „Ferdinand I. König der Bulgaren” Nr. 11

- Husaren-Regiment (Vacant) Nr. 12

- Husaren-Regiment „Wilhelm Kronprinz des Deutschen Reiches und Kronprinz von Preußen” Nr. 13

- Husaren-Regiment „von Kolossváry” Nr. 14

- Husaren-Regiment „Erzherzog Franz Salvator” Nr. 15

- Husaren-Regiment „Graf Üxküll-Gyllenband” Nr. 16

## Huzarzy królewsko-węgierscy (honwedzcy) w 1914
- Budapester Honvéd Husaren Regiment 1 – Budapeszt

Przydział: 19. Honvéd Kavallerie Brigade – 5. Honvéd Kavallerie Division
Komendant: Oberst Colbert Zech von Deybach Freiherr von Hart und Sulz – Debachi Zech Colbert harti es sulzi baró ezredes
- Debreczener Honvéd Husaren Regiment 2 – Debreczyn

Przydział: 22. Honvéd Kavallerie Brigade – 11. Honvéd Kavallerie Truppendivision
Komendant: Oberstleutnant Johann Flór – Flór János alezredes
- Szegeder Honvéd Husaren Regiment 3 – Szeged

22. Honvéd Kavallerie Brigade – 11. Honvéd Kavallerie Truppendivision
Komendant: Oberstleutnant Árpád Cserépy von Kisruszka – Kisruszkai Cserépy Árpád alezredes
- Szabadkaer Honvéd Husaren Regiment 4 – Szabadka

I., II. Esk. 23. Honvéd Infanterie Truppendivision
III., IV. Esk. 20. Honvéd Infanterie Truppendivision
V., VI. Esk. 41. Honvéd Infanterie Truppendivision
Komendant: Oberstleutnant Nikolaus Jankovich von Jeszenicze – Jesceniczai Jankovich Miklos alezredes
- Kassaer Honvéd Husaren Regiment 5 – Koszyce

24. Honvéd Kavallerie Brigade – 11. Honvéd Kavallerie Truppendivision
Komendant: Oberst Paul Hegedüs – Hegedüs Pál ezredes
- Zalaegerszeger Honvéd Husaren Regiment 6 – Zalaegerszeg

23. Honvéd Kavallerie Brigade – 5. Honvéd Kavallerie Truppendivision
Komendant: Oberstleutnant Ladislaus Forster von Szenterzsébet – Szenterzsébeti Forster László alezredes
- Pápaer Honvéd Husaren Regiment 7 – Pápa

23. Honvéd Kavallerie Brigade – 5. Honvéd Kavallerie Truppendivision
Komendant: Oberst Johann Graf Lubienski – Gróf Lubienski János ezredes
- Pécser Honvéd Husaren Regiment 8 – Pécs

19. Honvéd Kavallerie Brigade – 5. Honvéd Kavallerie Truppendivision
Komendant: Oberstleutnant Alexius Thege von Konkily – Konkoly Thege Elek alezredes
- Maros-Vásárhelyer Honvéd Husaren Regiment 9 – Târgu Mureș

24. Honvéd Kavallerie Brigade -1. Honvéd Kavallerie Truppendivision
Komendant: Oberst Koloman Géczy von Garamszeg – Garamszegi Geczy Kálmán ezredes
- Varaždiner Honvéd Husaren Regiment 10 – Varaždin

I., II. Esk. 36. Honvéd Infanterie Truppendivision
III., IV. Esk. 42. Honvéd Infanterie Truppendivision
V., VI. Esk. 13. Honvéd Infanteriebrigade
Komendant: Oberstleutnant Alois Hauer – Hauer Alajos alezredes